# Ratchanok Intanon
Ratchanok Intanon (Thai: รัชนก อินทนนท์; * 5. Februar 1995 in Yasothon, Thailand) ist eine thailändische Badmintonspielerin.

## Sportliche Karriere
Ratchanok Intanon gewann im August 2013 mit 18 Jahren als bisher jüngste Spielerin den WM-Titel im Dameneinzel. Sie besiegte im Endspiel die Olympiasiegerin Li Xuerui aus China mit 22:20, 18:21, 21:14. Im Alter von 14 Jahren siegte sie 2009 erstmals bei den thailändischen Meisterschaften der Erwachsenen im Dameneinzel, wobei Thailand eine traditionelle Hochburg im Badminton ist. Bei den Südostasienspielen 2009 gewann sie im Einzel die Silbermedaille hinter ihrer Mannschaftskameradin Salakjit Ponsana. Die Ciputra Hanoi Vietnam International Challenge gestaltete sie siegreich. Beim Yonex Sunrise Malaysia Open Grand Prix Gold 2009 schied sie dagegen im Achtelfinale gegen Saina Nehwal aus Indien knapp in drei Sätzen aus.
Im Wettstreit mit Gleichaltrigen hatte sie bei Juniorenweltmeisterschaften bereits dreimal die Nase vorn. Sowohl 2009, 2010 als auch 2011 wurde sie Welttitelträgerin im Dameneinzel. Bei der Asienmeisterschaft der U16 gewann sie 2008 die Dameneinzelkonkurrenz, und bei den Cheers Youth International 2007 sowohl das Einzel als auch das Doppel.

## Erfolge
| Jahr | Ereignis                                      | Disziplin   | Ergebnis   |
| ---- | --------------------------------------------- | ----------- | ---------- |
| 2009 | Thailändische Meisterschaft                   | Dameneinzel | Siegerin   |
| 2009 | Südostasienspiele                             | Dameneinzel | Finalistin |
| 2009 | Ciputra Hanoi Vietnam International Challenge | Dameneinzel | Siegerin   |
| 2009 | U-19 Weltmeisterschaft                        | Dameneinzel | Siegerin   |
| 2010 | U-19 Weltmeisterschaft                        | Dameneinzel | Siegerin   |
| 2010 | Vietnam Open                                  | Dameneinzel | Siegerin   |
| 2010 | Indonesia Open Grand Prix Gold                | Dameneinzel | Siegerin   |
| 2011 | U-19 Weltmeisterschaft                        | Dameneinzel | Siegerin   |
| 2011 | Yonex Copenhagen Masters 2011                 | Dameneinzel | Siegerin   |
| 2012 | Thailändische Meisterschaft                   | Dameneinzel | Siegerin   |
| 2013 | All England Open                              | Dameneinzel | Finalistin |
| 2013 | Weltmeisterschaft                             | Dameneinzel | Siegerin   |
| 2019 | YONEX German Open 2019                        | Dameneinzel | Finalistin |
| 2019 | India Open                                    | Dameneinzel | Siegerin   |